# Alheita
Adalgisa (лат.) — род бабочек из семейства Mimallonidae. Неотропика.

## Описание
Мелкого размера бабочки. Отличаются короткими треугольными крыльями, всегда с белыми постмедиальными лунулами на переднем крыле, хотя это может быть слабым признаком у видов с акцентированными жилками в широкой, более темной постмедиальной области (признак, который сам по себе довольно диагностический для Alheita). Вентрально в значительной степени не обозначено, за исключением дискального пятна и значительно более темной коричневой области переднего крыла, отграниченной контуром дорсальной постмедиальной лунулы. Род был впервые выделен в 1928 году американским энтомологом Уильямом Шаусом. Валидный статус таксона был подтверждён в ходе ревизии в 2019 году американскими лепидоптерологами Райаном Александером Ст. Лаурентом (Ryan A. St. Laurent, Cornell University, Department of Entomology, Итака, США) и Акито Кавахарой (Akito Y. Kawahara, University of Florida, Гейнсвилл, Флорида).
- Alheita adelitae Herbin, 2016 (Французская Гвиана)[4]
- Alheita anoca (Schaus, 1905) (Cicinnus) (Французская Гвиана)
- Alheita beroalda Schaus, 1928 (Гватемала: Izabal)
- Alheita counamama Herbin, 2015 (Французская Гвиана)[5]
- Alheita cymbelina Schaus, 1928 (Бразилия: Pará)
- Alheita hermieri Herbin, 2015 (Французская Гвиана)[5]
- Alheita obscura Herbin, 2016 (Французская Гвиана)[4]
- Alheita pulla (Dognin, 1912) (Cicinnus) (Колумбия)
- Alheita pulloides (Dognin, 1921) (Perophora) (Колумбия: Cundinamarca)
- Alheita rionica Schaus, 1928 (Бразилия: Amazonas)
- Alheita subnotata (Dognin, 1921) (Perophora) (Перу: Mariscal Ramón Castilla)